# Jakub Ambrosius
Jakub Ambrosius (ur. ok. 1590 w Pasymiu, zm. 27 kwietnia 1630 w Toruniu) – polski nauczyciel, kantor luterański.

## Życiorys
Pochodził z Pasymia koło Szczytna. W 1611 rozpoczął studia na królewieckiej Albertynie. W 1614 przybył do Torunia jako dworzanin (famulus) Jana von Beera, podejmującego naukę w miejscowym gimnazjum. Od 1621 Ambrosius kierował luterańską szkołą w Wilnie. W 1628 ponownie znalazł się w Toruniu, był kantorem polskim przy kościele św. Jerzego oraz nauczycielem polskiej szkoły działającej przy tym kościele. Zmarł 27 kwietnia 1630 w Toruniu.
Zapewne jego krewnym był Michał Ambrosius (ur. 1634 w Pasymiu), który pracował jako rektor szkoły w Piszu oraz był kaznodzieją ewangelickim w Drygałach.